# Estado multinacional
Un estado multinacional es un estado-nación compuesto por diversas culturas, en ocasiones rivales, que pelean por su control. En él es frecuente una situación tensa, pero puede llegar a estabilizarse por largos períodos si el equilibrio de poder se administrara cuidadosamente.
La mayoría de dichos estados suelen concluir las disputas con una opción dentro de un pequeño conjunto:
- Una federación que delega a cada nación algunas competencias dentro del estado, como por ejemplo, el caso de Canadá, Suiza, Rusia, India y Nigeria como Estados Autónomos; Bolivia, Ecuador, Bélgica, España, China y Nicaragua como Regiones Autónomas; Guyana, Finlandia y Macedonia del Norte como Municipios Autónomos; Venezuela y México como Localidades Autónomas. Este tipo de Estado es conocido a menudo como federación multicultural.
- La secesión de una nación dentro del Estado, como la partición amistosa de Checoslovaquia en Eslovaquia y la República Checa.
- Una guerra civil que conduce a una secesión, federación o un nuevo equilibrio de poder que sitúa a una de las nacionalidades subordinada a otra, como el caso de la guerra entre hutus y tutsis a mediados de la década de 1990 en Ruanda.

La lengua es una cuestión importante en casi todas las divergencias culturales y políticas. La colonización ha derivado en muchos estados multiculturales, incluyendo los Estados Unidos, Canadá, México y casi todos los países de América Latina. Haití y la República Dominicana comparten la isla de La Española y hablan idiomas distintos, siendo una isla binacional, o sea una isla con dos estados; como Chipre, aunque uno de los estados allí presentes no está reconocido por ningún otro país que Turquía.
Un estado multinacional requiere un gran esfuerzo para mantenerse junto. El éxito o el fracaso dependerán de la creación de una sociedad multiétnica. Hay, sin embargo, presiones militares y económicas externas que pueden originar la distinción de un grupo social dentro de un estado. Así pues, un estado multinacional no siempre implica una sociedad multiétnica. Hay diversos pueblos o naciones unidos por otra cosa que por la etnia, como por ejemplo la religión. Hay también naciones que no tienen ningún estado, o que están divididas en varios estados, como los kurdos, que están poco integrados en varias sociedades débilmente multiétnicas, algunos de los cuales, como Irak o Turquía, pueden denominarse estados multinacionales. 